# Egérfogó (Agatha Christie)
Az Egérfogó (The Mousetrap) Agatha Christie 1952-ben bemutatott színdarabja, mely jelenleg a legmagasabb előadásszámú produkció a londoni West Enden.
A színdarab eredetileg a Három vak egér (Three Blind Mice) című rádiójátékon alapul, melyet Christie 1947-ben írt, és a BBC-n sugározták. Egy évvel később Christie novellává alakította a történetet, majd 1950-ben Amerikában a Three Blind Mice and Other Stories című Agatha Christie novelláskötetben adták ki. Az Egyesült Királyságban az írónő kifejezett kérésére sosem publikálták a novellát, mert „nem jönne ki jól” a színpadi változattal.
A mű végül 1952-ben kapta meg a híres Egérfogó címet, és immár több mint hat évtizede fut a londoni St. Martin's Theatre-ben.
A darab első magyarországi bemutatója a Madách Színházban volt 1962. szeptember 21-én, Ádám Ottó rendezésében, Mészöly Dezső fordításában, Váradi Hédi (Mollie), Garics János (Giles) és Deák B. Ferenc (Christopher) főszereplésével.
A színdarabot 2010-ben az Európa Könyvkiadó is kiadta a Négy színmű kötet részeként Dedinszky Zsófia fordításában.

## Szereplők
- Mollie Ralston
- Giles Ralston
- Christopher Wren
- Mrs. Boyle
- Metcalf őrnagy
- Miss Casewell
- Mr. Paravicini
- Trotter rendőrőrmester

## Szinopszis
A fiatal Ralston-házaspár panziójában vagyunk. Távol az emberektől, a világtól. Abban a zárt játéktérben, a hótorlaszok közé ékelt, bűnügyi laboratóriumban, amelynek az írónő, szokás szerint, még a telefonvezetékét is elvágta. Egyelőre csak azt tudjuk, hogy a Culver utcában megöltek egy nőt. Aztán sítalpakon megérkezik Trotter, a nyomozó. S kiderül, hogy a gyilkosnak a panzió lakói között kell lennie.
Agatha Christie sorra elénk idézi a szereplőket, s külön-külön mindegyikről bebizonyítja, hogy – tévedés kizárva! – csak ő, egyedül ő lehet a gyilkos! De mi tudjuk, hogy a sok ártatlan között egyetlen vétkest kell keresnünk. Így a harmadik leleplezésnél kétszer érezzük becsapva magunkat, a negyediknél háromszor, és így tovább… Az író egyik kelepcéből a másikba csal, hogy aztán – miután kiengedett a szabadba – önként fussunk be a legnagyobb kelepcébe… Két és fél órás elme-torna. Színpadi matematika. Csiki-csuki játék. Könnyű mulatság, amelyről a közönség abban a tudatban távozik, hogy lám, megint túljártak az eszén…